# Park Narodowy Müritz
Park Narodowy Müritz (niem. Müritz-Nationalpark) - park narodowy położony w północno-wschodnich Niemczech. Utworzony został 1 października 1990 r. Na jego terenie znajduje się 107 jezior o powierzchni ponad 1 ha, lasy oraz torfowiska.

## Geografia
Park rozciąga się na obszarze Pojezierza Meklemburskiego i części parku krajobrazowego Feldberger Seenlandschaft. Składa się z dwóch oddzielnych obszarów, Müritz i Serrahn. Pierwsza, większa część rozciąga się od wschodniego brzegu jeziora Müritz do miejscowości Neustrelitz. Druga, mniejsza część znajduje się na wschód od Neustrelitz. Na park o powierzchni 322 km² składa się 72% lasów, 13% jezior, 8% torfowisk, 5% łąk i 2% pól.

## Fauna i flora
Park Narodowy Müritz jest domem dla ponad 150 gatunków ptaków. Z ciekawszych wymienić można bielika, rybołowa, żurawia i bociana czarnego. Na florę składa się m.in. 910 gatunków roślin naczyniowych, 133 gatunków mszaków i 17 ramienicowych (Charophyceae). Ponadto zliczono tu 593 rodzaje grzybów i 152 gatunki porostów. Występują tu rzadkie gatunki turzycowatych, takie jak kłoć wiechowata. Na wschodnim brzegu jeziora Müritz występują stanowiska jałowca, które kiedyś były intensywnie wykorzystywane jako pastwiska dla bydła.

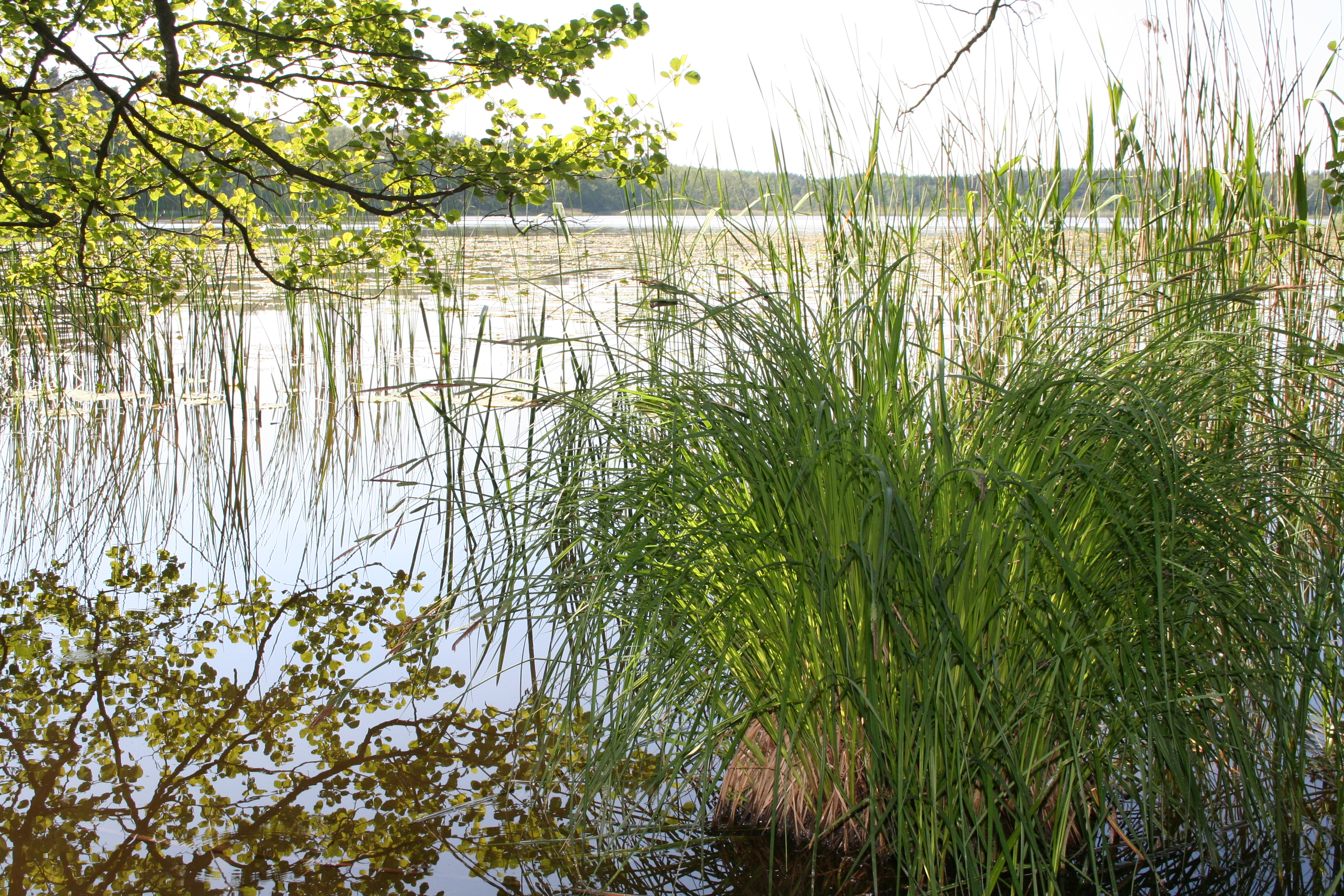
Jezioro Priesterbäker